# Atlas Fútbol Club Premier
El Atlas Fútbol Club Premier fue un equipo filial, sin derecho a ascenso, del Atlas Fútbol Club de la Primera División de México. Participa en el Grupo 1 de la Serie A de la Segunda División de México. Juega sus partidos de local en el Estadio Alfredo "Pistache" Torres, participó hasta el torneo Clausura 2018 de Liga Premier FMF.

## Historia
El 25 de mayo de 2015 se anunció que los 18 equipos de Primera División tendrían un equipo filial en la Liga Premier de la Segunda División, para que los jugadores que superen los 20 años de edad y ya no puedan participar en la categoría Sub-20 se mantengan activos.
Así, Atlas fundó la filial de Segunda División llamándola "Atlas Premier". 
El equipo permaneció en competencia hasta el año 2018, cuando 12 de los equipos integrantes de la Primera División decidieron eliminar sus escuadras de Liga Premier, siendo el Atlas uno de los clubes que tomaron la decisión.

## Temporadas
| Apertura 2015 | 3.Segunda Serie A | 6o. Grupo II (Cuartos)         |
| Clausura 2016 | 3.Segunda Serie A | 14o. Grupo II                  |
| Apertura 2016 | 3.Segunda Serie A | 10o. Grupo I                   |
| Clausura 2017 | 3.Segunda Serie A | 10o. Grupo I                   |
| Apertura 2017 | 3.Segunda Serie A | 16o. Grupo I                   |
| Clausura 2018 | 3.Segunda Serie A | 5o. Grupo I (Cuartos Filiales) |